# HANEDA INNOVATION CITY
HANEDA INNOVATION CITY（羽田イノベーションシティ、はねだイノベーションシティ）は、東京都大田区羽田空港の旧羽田空港ターミナル跡地に整備された複合施設。略称はHICity（エイチ・アイ・シティ）。

## 概要
2008年3月、国土交通省、東京都、大田区、品川区による羽田空港移転問題協議会は羽田空港跡地利用基本計画をまとめ、2010年10月、「羽田空港跡地まちづくり推進計画」が策定された。
2020年2月、空港跡地は「HANEDA GLOBAL WINGS」と名付けられ、第1ゾーン（空港・市街地近接性を活かした創造と交流ゾーン）には「HANEDA INNOVATION CITY」、第2ゾーン（国際線地区に隣接することを活かした交流ゾーン）には「羽田エアポートガーデン」が整備されることになり、HANEDA INNOVATION CITYは、2023年11月16日にグランドオープンした。
施設内には複数の建物が建てられ、研究施設、商業施設、ライブハウス、ホテルなどが入る。

### 事業主体
事業会社として、鹿島建設、大和ハウス工業、京浜急行電鉄、日本空港ビルデング、空港施設、東日本旅客鉄道、東京モノレール、野村不動産パートナーズ、富士フイルムが出資して羽田みらい開発が設立されている。

## 沿革
- 2018年5月 - 大田区と羽田みらい開発、「羽田空港跡地第１ゾーン整備事業」第1期事業の事業契約を締結[7]。
- 2019年8月 - 「羽田空港跡地第１ゾーン整備事業」第1期事業の施設名称を「HANEDA INNOVATION CITY」に決定[8][9]。
- 2020年7月3日 - 「HANEDA INNOVATION CITY」一部施設が先行開業[10]。
- 2020年7月18日 - Zepp Haneda（TOKYO）開業。こけら落とし公演は超ときめき♡宣伝部（無観客公演）[11]。（初の有観客公演は同年8月14日の［Alexandros］）
- 2020年9月18日 - 「HANEDA INNOVATION CITY」が正式に開業[12]。
- 2023年11月16日 - A-C区画完成（グランドオープン[5]）。

## 施設
ZONE A から ZONE L まで、12のゾーンに分割されている。
- ZONE A :  ホテルメトロポリタン羽田[13]、先端医療研究センター（藤田医科大学東京）[14]
- ZONE B : CO-CREATION PARK - KAWARUBA[15]（川崎重工）、オフィス
- ZONE C : 研究開発施設、オフィス
- ZONE D : Future Lab HANEDA（川崎重工）
- ZONE E : 先端モビリティセンター（デンソー）、足湯スカイデッキ
- ZONE F : レンタカー[16]
- ZONE G : 水素ステーション（岩谷産業）
- ZONE H : Zepp Haneda (TOKYO)
- ZONE I :
- ZONE J : コングレスクエア羽田[17]、京急EXイン 羽田イノベーションシティ、ビジネスマッチングセンター[18]（さわやか信用金庫）
- ZONE K : 天空橋駅HICity口、インフォメーションセンター、 HANEDA × PiO[19]、羽田みらいサイエンスギャラリー（理化学研究所）、よい仕事おこしプラザ[20]（城南信用金庫）
- ZONE L : アーティストビレッジ

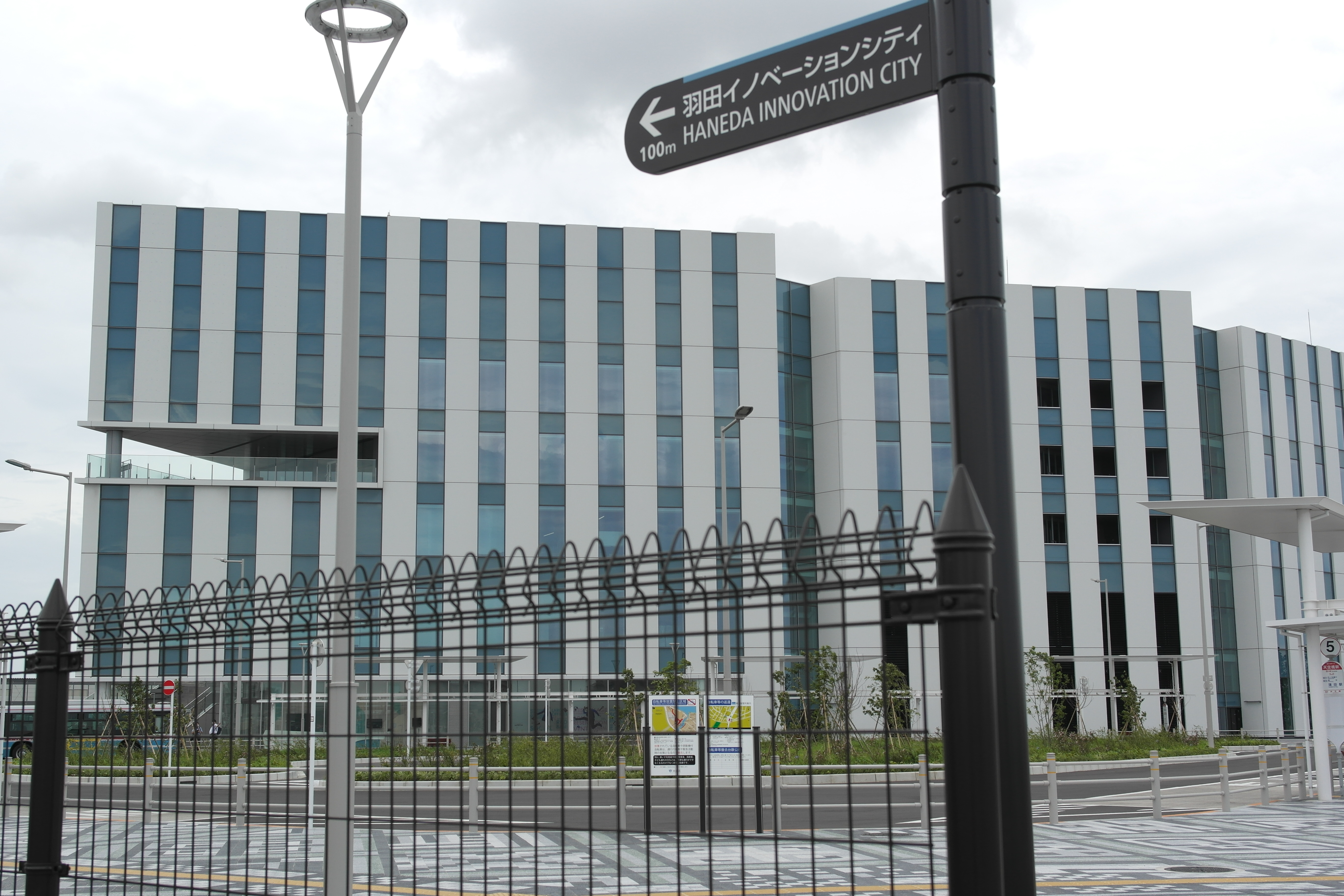
外観
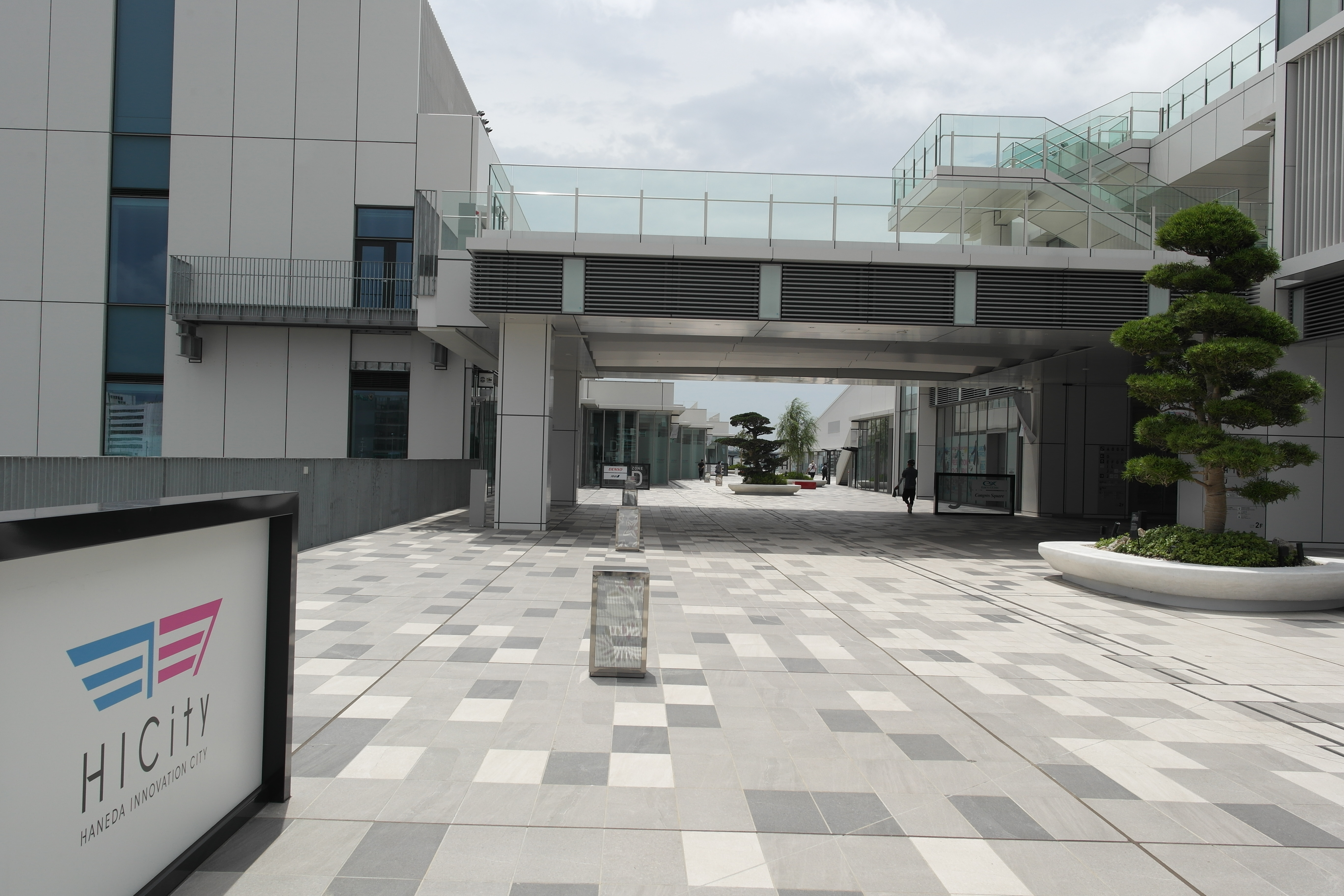
エントランス
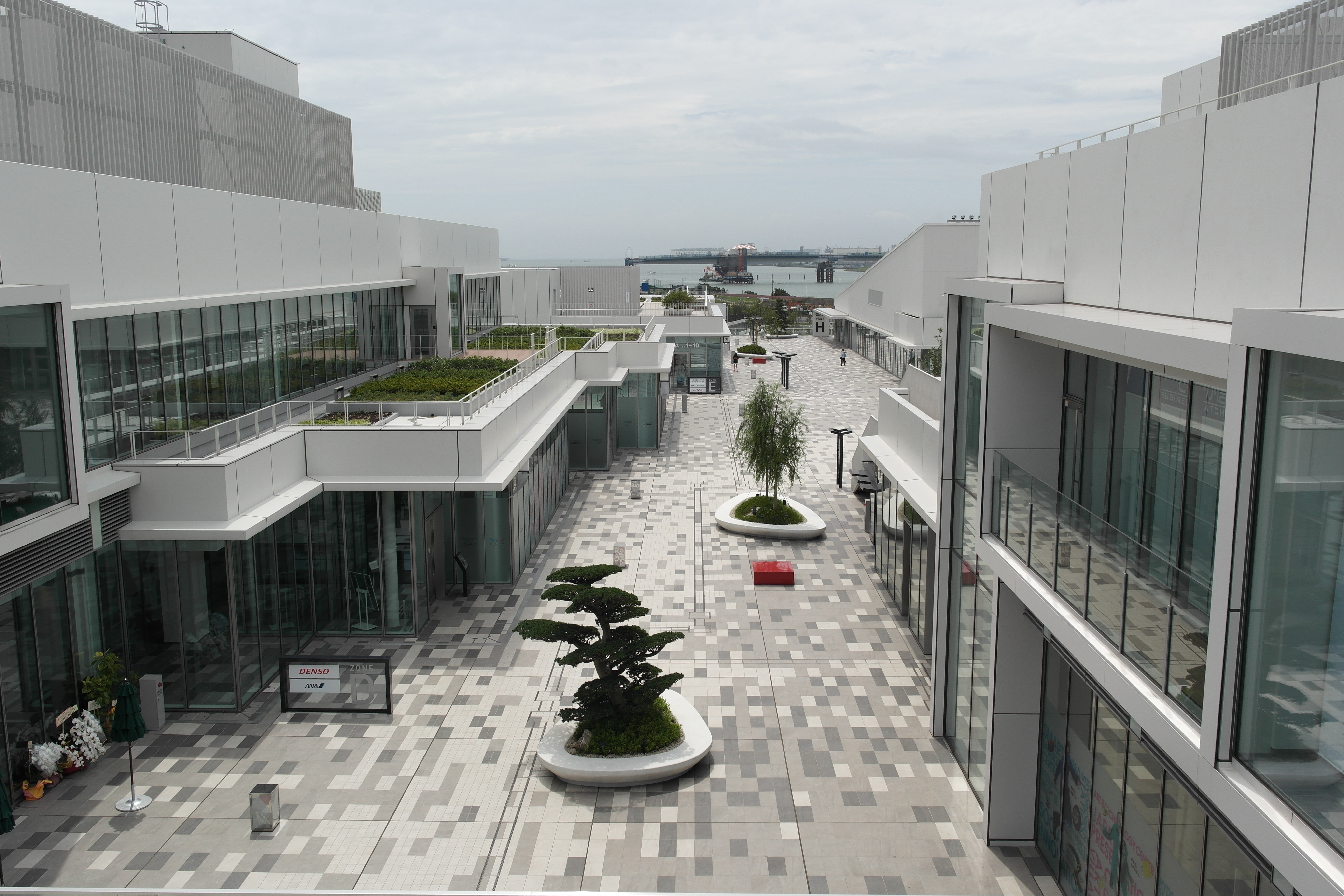
内庭
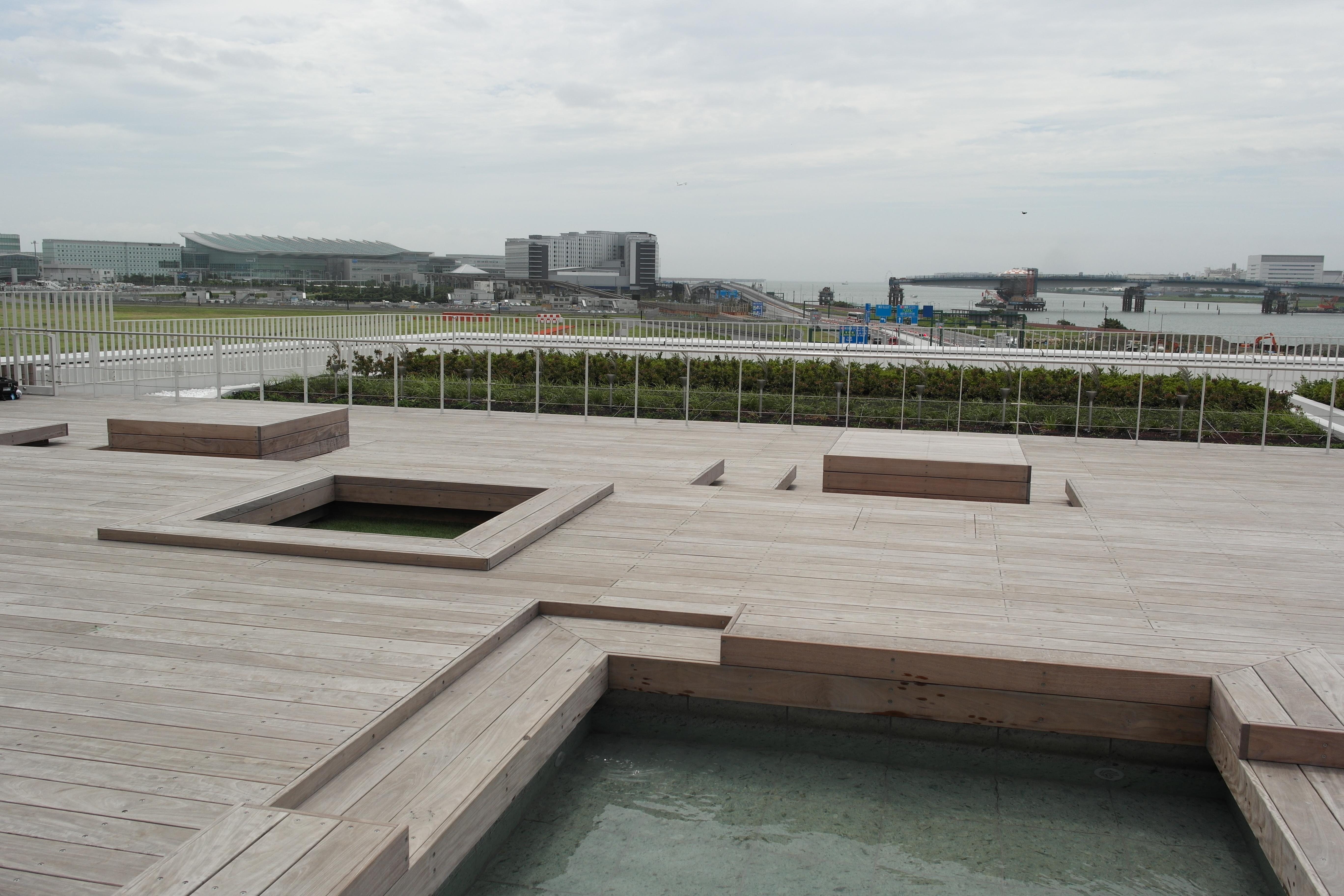
天空の足湯　羽田空港(左奥)と多摩川(右奥)を望む

## 交通
- 最寄り駅：京急・東京モノレール 天空橋駅 (副駅名:HANEDA INNOVATION CITY)：HICity口直結[9]
- 京浜急行バス森21・蒲31系統 「天空橋」停留所下車[21]